# Galfe
Galfe war ein Volumenmaß für Getreide. Die mittellateinische Schreibweise „calvea frumenti“ lässt sich bis ins Jahr 1122 in einem Trevisoer Dokument zurückverfolgen. Verbreitet war es im Pustertal und entsprach etwa dem halben Star.
- 1 Galfe = 11,2 Liter.

Vom Mittelhochdeutschen galvei, galbei abgeleitet, sollte es als Trockenmaß etwas weniger als ein Viertel Mass umfassen. Im Burgund und Franche-Comté konnte das Maß auch nachgewiesen werden.
In Lehenbriefen aus den Jahren 1601, 1610 und 1616 ist das Maß Galfe nachzuweisen. So wurden jährlich 16 Galfen Hafer und jedes vierte Jahr eine Galfe Bohnen an den Pächter übergeben.
In Deutschland wurde Salz für das Heilig-Geist-Spital damit gemessen. Rechnungen aus den Jahren 1538, 1555, 1558 und 1561 belegen das Maß.
- 1 Galfe = 6 Wurf
- 10 1/3 Galfe (Schreibweise galffa) = 21 Metzen

Verschiedene Größen des Maßes
| Ort      | Liter  | Ort              | Liter  |
| -------- | ------ | ---------------- | ------ |
| Mühlwald | 10,488 | Brixen           | 11,179 |
| Wiesing  | 11,536 | Wiesing, gehäuft | 13,044 |
| Ahornach | 18,606 | St, Georgenberg  | 22,437 |
| Innichen | 11,529 | Innsbruck        | 18,470 |
| Thaur    | 23,085 | Toblach          | 15,301 |